# Гандзян
Гандзян (на китайски: 赣江; на пинин: Gàn jiāng) е река в Източен Китай, в провинция Дзянси, вливаща се в езерото Поянху. Дължината ѝ е 599 km (с дясната съставяща я река Гуншуй – 912 km), а площта на водосборния ѝ басейн – 83 500 km². Река Гандзян се образува на 90 m н.в. в центъра на град Ганджоу от сливането на двете съставящи я реки Джаншуй (лява съставяща) и Гуншуй (дясна съставяща), извиращи съответно от североизточните части на планината Нанлин и югозападните части на планината Уишан. Тече основно в северна посока през хълмисти райони и междупланински равнини, а в най-долното си течение – през най-южната част на Равнината на река Яндзъ (най-южната част на Голямата китайска равнина). Влива се от запад в езерото Поянху на 17 m н.в., което се оттича в река Яндзъ. Основни притоци: леви – Джаншуй, Юанънуй, Дзиндзян, Ляошуй; десни – Гуншуй. Пълноводна е почти целогодишно с максимален отток през лятото в резултат от мусонните дъждове през сезона. Поради малкия наклон и спокойното си течение река Гандзян е плавателна за плитко газещи речни съдове по цялото си протежение. Долината ѝ е гъсто населена и земеделски усвоена, като най-големите селища са градовете Ганджоу, Дзиан, Джаншуджън, Фънчън, Нанчан.